# Azurina multilineata
Azurina multilineata là một loài cá biển thuộc chi Azurina trong họ Cá thia. Loài này được mô tả lần đầu tiên vào năm 1853.

## Từ nguyên
Từ định danh được ghép bởi 2 âm tiết trong tiếng Latinh: multi ("nhiều") và lineatus ("có sọc"), hàm ý đề cập đến những đường sọc ngang được tạo bởi các chấm đen ở hai bên thân loài cá này.

## Phân loại học
A. multilineata ban đầu được xếp vào chi Chromis, nhưng dựa trên bằng chứng di truyền, loài này đã được chuyển sang chi Azurina.

## Phạm vi phân bố và môi trường sống
Ở Tây Đại Tây Dương, A. multilineata có phạm vi phân bố ở Tây Đại Tây Dương. Từ bờ biển bang Florida (Hoa Kỳ) và Bermuda, loài này được ghi nhận tại khu bảo tồn biển Flower Garden Banks và từ bang Veracruz (México) trải dài đến bán đảo Yucatán trong vịnh México, mở rộng đến biển Caribe và khắp chuỗi đảo Antilles, dọc theo bờ biển Nam Mỹ đến bang Bahia (Brasil), bao gồm các đảo xa bờ là São Pedro và São Paulo, Fernando de Noronha và Trindade và Martin Vaz); còn ở Đông Đại Tây Dương, A. multilineata chủ yếu được tìm thấy tại các quốc đảo ngoài khơi là Saint Helena, đảo Ascension, São Tomé và Príncipe và Cabo Verde, cũng như ngoài khơi Gabon.
A. multilineata sinh sống tập trung gần những rạn đá ngầm và các rạn san hô viền bờ ở độ sâu đến 91 m.

## Mô tả

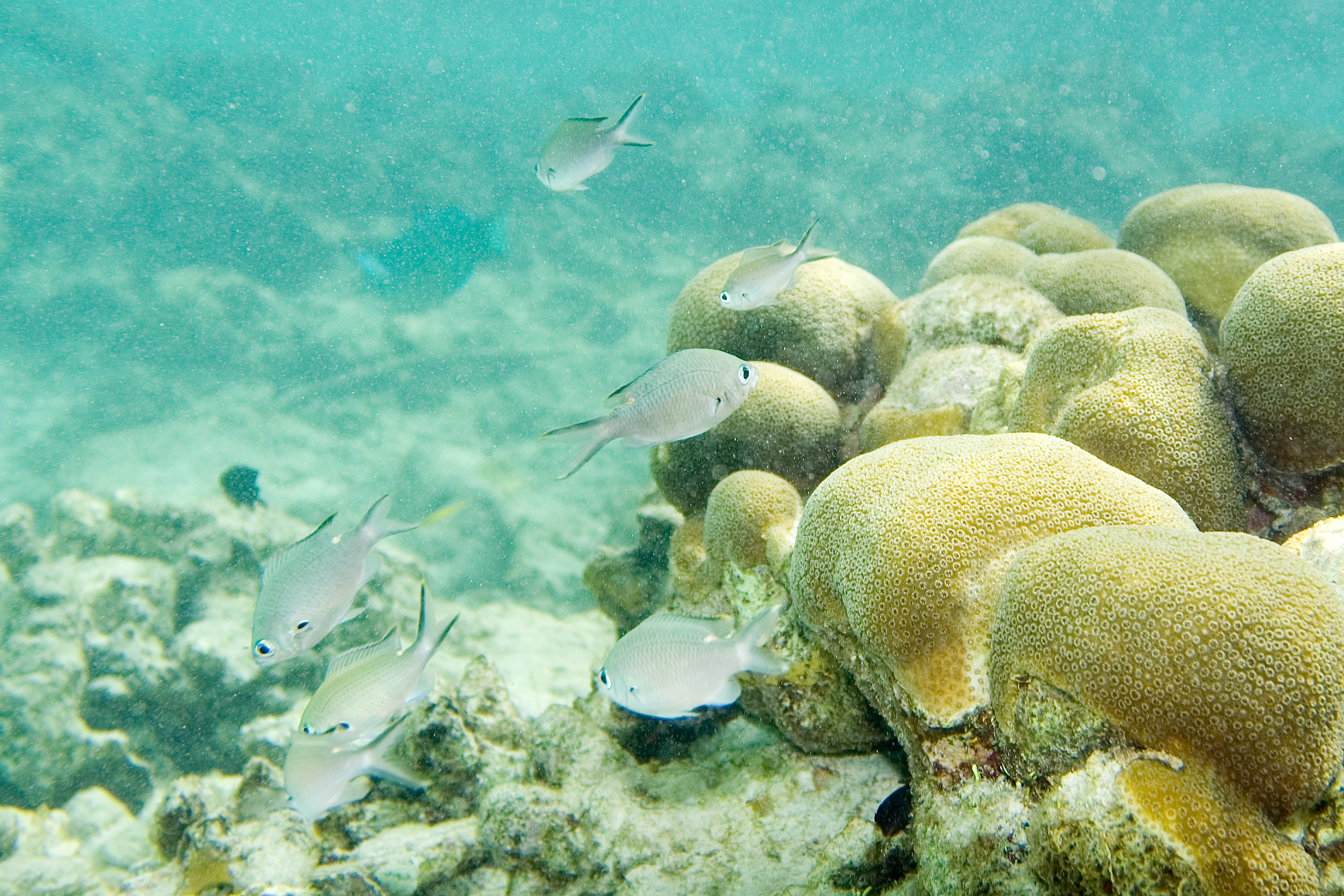
Một nhóm A. multilineata

Chiều dài cơ thể tối đa được ghi nhận ở A. multilineata là 20 cm. Cơ thể có màu nâu xám, sẫm màu ở lưng và trắng ở bụng. Vây lưng và vây hậu môn có dải viền màu vàng hoặc trong suốt. Chóp thùy đuôi cũng có màu vàng, viền đen ở hai thùy. Gốc vây ngực có đốm đen, gốc vây lưng sau thường có đốm trắng.
Số gai ở vây lưng: 12; Số tia vây ở vây lưng: 11–13; Số gai ở vây hậu môn: 2; Số tia vây ở vây hậu môn: 11–12; Số gai ở vây bụng: 1; Số tia vây ở vây bụng: 5; Số tia vây ở vây ngực: 18–20; Số vảy đường bên: 19–20.

## Sinh thái học
Thức ăn của A. multilineata là sinh vật phù du, chủ yếu là những loài giáp xác chân chèo. Chúng hợp thành đàn và cùng kiếm ăn, thường được nhìn thấy cùng với loài Azurina cyanea. Cá đực có tập tính bảo vệ và chăm sóc trứng.
Cá mú con Cephalopholis fulva bắt chước kiểu hình màu nâu của A. multilineata. C. fulva lẫn vào đàn của A. multilineata và rình bắt những con mồi mất cảnh giác.
A. multilineata ít có giá trị thương mại, được đánh bắt thủ công và cũng được xem là một loài cá cảnh.